# The Courtauld Talks
Albums de Killing Joke
Outside the Gate Extremities, Dirt and Various Repressed Emotions
The Courtauld Talks est la retranscription sonore d'une conférence donnée en 1989 par Jaz Coleman et Geordie Walker, respectivement chanteur et guitariste du groupe de post-punk Killing Joke. Ils sont accompagnés par Jeff Scantlebury aux percussions. Les thèmes principaux de cette conférence sont le mysticisme et l'occultisme chers à Coleman.